# Tobias Kratzer
Tobias Kratzer est un metteur en scène allemand. 

## Biographie et carrière

### Débuts au théâtre
Tobias Kratzer nait le 17 janvier 1980 à Landshut  en Bavière et étudie l'histoire de l'art à Munich et à Berne puis la mise en scène de théâtre et d’opéra à l’Académie de théâtre de Bavière August Everding. En 2008 il remporte plusieurs prix de mise en scène, et en particulier le prestigieux prix du Ring Award concours international de mise en scène de Graz, pour son travail avec le directeur musical Martin Wettges et le décorateur Rainer Sellmaier pour une production de Rigoletto à l'opéra de Graz. Tobias Kratzer et Rainer Sellmaier, au nom du collectif de théâtre ATEF, s'étaient d'ailleurs grimés en se présentant sous de fausses identités, Ginger Holiday pour le premier (prétendant être une ancienne assistante de Liz Taylor), Meiky Bobenstetter pour le second, l'une américaine, l'autre allemande. La qualité de leur proposition leur a permis d'emporter le prix mais leur fantaisie a failli provoquer une disqualification. À la suite de ce succès très remarqué, l'équipe monte A Midsummer Night's Dream de Benjamin Britten à Weimar puis Cosi Fan Tutte au Cuvilliéstheater pour l'Opernstudio du Bayerische Staatsoper se logeant au camping à Munich puis Die Zauberflöte au théâtre d'Heidelberg. Leur Rigoletto est repris en Suède, suivi de la comédie de Franz Grillparzer Weh dem, der lügt! (de).
Dès lors, Tobias Kratzer commence à être un metteur en scène demandé et monte en 2008, Die sieben Todsünden de Bertold Brecht et Kurt Weil au Münchner Akademietheater et Die Verlobung de Werner Egk à Saint-Domingue.

### Succès à l'opéra
Mais c'est surtout dans l'opéra, qu'il se fait rapidement un nom. En 2010, il réalise une mise en scène de Rosenkavalier au Théâtre de Brême qu'un critique qualifie de « Höchste Theaterkunst in Bremen » (l'art théâtral au plus haut niveau à Brême). A Karlsruhe en 2014, c'est sa mise en scène de Die Meistersinger von Nürnberg qui est remarquée : il couvre ainsi la scène d'affiches annonçant différentes représentations de l'opéra de Wagner de 1895, 1935, 2007 ainsi que leurs prestigieux chefs d'orchestre (Rudolf Kempe, Wolfang Sawallisch, Christian Thielemann) et « er in einer Oper von Wagner die Kunst von Richard Wagner zum Thema macht » (il fait ainsi de l'art de Wagner, le sujet d'un opéra de Richard Wagner).
Tobias Kratzer se lance aussi dans l'illustration du grand opéra Français, notamment le triptyque de Meyerbeer, avec des mises en scène pour Le Prophète à Karlsruhe puis pour les Huguenots à Nuremberg puis à Nice et enfin pour Vasco de Gama à l'Opéra de Francfort avec Michael Spyres, dans la nouvelle édition critique de l'Africaine, créée à Chemnitz en 2013 et qui avait déjà donné lieu à deux autres mises en scène en Allemagne.
En 2018, il met en scène les Contes d'Hoffmann pour l' Opéra national des Pays-Bas avec John Osborn dans le rôle-titre. Il en sortira en 2020 le premier DVD de l'une de ses productions, sous le label Unitel.
En 2018, l'opéra de Karlsruhe monte deux cycle du Ring en en proposant chaque épisode à des metteurs en scène différents. Tobias Kratzer se voit confier le dernier opus, le Crépuscule des dieux, considéré comme « l'apothéose », par le critique de ResMusica qui souligne :  « Avec Le Crépuscule des dieux de Tobias Kratzer, génial de bout en bout, nous avons été comblé ». 
Il est déjà sous contrat avec le prestigieux festival de Bayreuth pour le nouveau Tannhäuser qui doit débuter l'été 2019 et sa nouvelle mise en scène connait ses détracteurs et ses soutiens mais d'année en année, elle devient un véritable classique finalement ovationné par les spectateurs du prestigieux festival.
C'est aussi en 2019 qu'il met en scène la Force du destin à l'opéra de Francfort .
En 2019 également il s'attaque à Rossini dont il met en scène le Guillaume Tell à l'Opéra de Lyon avec Nicola Alaimo et John Osborn. Il revient au compositeur italien en 2022 au Festival d'Aix-en-Provence où il présente un Moise et Pharaon avec Pene Pati, également très controversé de par sa transposition à l'époque moderne des réfugiés de la Méditerranée, et qui fait dire à un critique « Décidément on ne s’ennuie jamais avec Tobias Kratzer, même quand il s’attaque à cette sorte d’operatorio qu’est Moïse et Pharaon ».
À Londres, juste avant les fermetures pour COVID, il met en scène un Fidelio également très remarqué, avec Lise Davidsen et Jonas Kaufmann, sous la direction d'Antonio Pappano. Son Faust programmé à l'Opéra de Paris n'échappe pas aux spectacles sans public (mais retransmis) durant les restrictions COVID en 2021 puis est reprogrammé en 2022 avec Benjamin Bernheim et Angel Blue et à nouveau en 2024, avec Pene Pati et Amina Edris, qui remporte un très beau succès. Les vidéos de Manuel Braun, qui structurent la scénographie imaginée par Tobias Kratzer « sont ici particulièrement bien employées. Tour à tour, Faust est entrainé dans les airs d’une chevauchée fantastique par un Méphisto qui met le feu à Notre Dame puis qui, dans la Nuit de Walpurgis, parcourt un Paris nocturne désert », comme le souligne le journaliste Marc Dumont dans son article.
En mars 2022, il fait la réouverture du théâtre de la Monnaie à Bruxelles après les fermetures dues au COVID, avec une mise en scène originale de Il Trittico. Il est noté qu'il est toujours « bien secondé dans son habile mise en scène par les décors et costumes de Rainer Sellmaier ».
Il défend également la cause du compositeur devenu rare, Alexander von Zemlinsky dont il adapte Der Zwerg (Le Nain) en 2019 au Deutsche Oper de Berlin. Un DVD en sort en mars 2021. Dans la même veine il met en scène l'opéra Maskarade de Carl Nielsen, à Francfort,  œuvre encore inédite en France. Toujours au Deutsche Oper de Berlin, il réalise également une trilogie Richard Strauss en mettant en scène successivement Arabella (Première le 18 mars 2023), Intermezzo (Première, le 25 avril 2024) et Die Frau Ohne Schatten (Première le 26 janvier 2025). Les trois oeuvres sont à nouveau montées successivement au premier trimestre 2025 sous la direction de Donald Runnicles.
En décembre 2022, il est nommé à la direction de l'Opéra de Hambourg à compter de la saison 2025-2026.
Et c'est à lui qu'est confié la nouvelle mise en scène d'un Ring qui débute par le Prologue, l'Or du Rhin, donné en novembre 2024, à l'Opéra de Munich, pour succéder à la mise en scène de Andreas Kriekenburg qui a tourné dans l'opéra de Bavière durant plus de dix ans. Christian Merlin pour Le Figaro, intitule son article après la Première de Rheingold « À Munich, L’Or du Rhin réconcilie mythe, histoire et actualité ».